# Agata Gawrońska-Bauman
Agata Gawrońska-Bauman (ur. 5 lutego 1969 w Warszawie) – polska aktorka teatralna, filmowa i dubbingowa oraz reżyserka dubbingu.

## Życiorys
W 1991 roku ukończyła Państwową Wyższą Szkołę Teatralną w Warszawie.
Aktorka Teatru Syrena w Warszawie.
Pochodzi z rodziny aktorskiej. Córka nieżyjącego już Aleksandra Gawrońskiego. Jej stryjem był Andrzej Gawroński, a mężem Adam Bauman.

## Filmografia
- 2001–2002: Marzenia do spełnienia – Sonia
- 1997: Klan – Anna Szewczyk, szef działu stylizacji „High-Life”
- 1995: Dzieje mistrza Twardowskiego
- 1994–1995: Fitness Club
- 1993–1994: Zespół adwokacki – dziewczyna Rafała Korewicza

## Dubbing
- 1969: Scooby Doo, gdzie jesteś? – Velma
- 2003: Gothic - Sagitta
- 2010: Scooby Doo i Brygada Detektywów – Velma